# Griffith Park
Il Griffith Park è un parco cittadino situato presso la città di Los Angeles. Il parco ha un'area di 17,44 km² ed è uno dei parchi urbani più grandi del nord America (per fare un paragone basta pensare che il Central Park di New York ha un'area di 3,41 km²). Al suo interno si trovano il Griffith Observatory e il Greek Theatre.

## Storia
Il colonnello Griffith J. Griffith, immigrato scozzese che aveva fatto fortuna con l'oro in California, comprò nel 1882 una serie di terreni nelle vicinanze del fiume Los Angeles. Nel 1896 decise di donare tali terreni alla città di Los Angeles per creare un parco cittadino. Altre donazioni, avvenute negli anni successivi, hanno esteso il parco fino alle dimensioni odierne. L'uomo d'affari, alla sua morte, lasciò un fondo per poter completare i progetti che aveva per tale area: furono così costruiti il Greek Theatre (aperto nel 1930) e l'Osservatorio Griffith (aperto nel 1935).